# Hungrana Keményítő- és Izocukorgyártó és Forgalmazó Kft.
A Hungrana Keményítő- és Izocukorgyártó és Forgalmazó Kft. magyar kukoricafeldolgozó vállalat. A Hungrana a magyarországi élelmiszeripari export 5,5%-át adja.

## Története
A szabadegyházai gyárat 1912-ben alapították melasz alapon működő alkoholüzemként. 1948 májusában a vállalatvezetés úgy döntött, hogy sportegyesületet alapít. Ez évben meg is alapult a labdarúgócsapat, az asztalitenisz-csapat és az ökölvívó szakosztály.
1981-ben kezdődött el az izocukorgyártás a gyárban. A Szabadegyházi Szeszipari Vállalat privatizálásával jött létre 1990-ben a Hungrana Keményítő- és Izocukorgyártó és Forgalmazó Kft.
Orbán Viktor 2012. június 21-én felavatta a Hungrana új szabadegyházai biomassza kazánjait.
2013. június 18-án a szabadegyházai gyárban egy 30 méter magas, 600 tonnás gabonatároló ráomlott egy kamionra, aminek következtében a kamion sofőrje életét vesztette.
2015. november 1-től Kócza Zsolt a Hungrana vezérigazgatója. Elődje, Lengyel Attila 2015 júniusában távozott a posztjáról.

## Oktatás
2016. szeptember 1-jétől a Hungrana a Szent István Egyetem Mezőgazdaság- és Környezettudományi Karral közösen duális képzés indított a mezőgazdasági mérnök szakon.